# 4467 Kaidanovskij
4467 Kaidanovskij је астероид главног астероидног појаса чија средња удаљеност од Сунца износи 2,638 астрономских јединица (АЈ).
Апсолутна магнитуда астероида је 11,7.